# 范孝才
范孝才（？—？），南阳順陽（今河南省淅川县李官桥镇）人，順陽范氏第十一代。南朝梁其間曾任司徒祭酒、太子中舍人。在東晉時期曾任安北將軍范汪之七世孫。其父范雲為南朝梁刺史、尚書左僕射。

## 參看
- 順陽范氏